# Dera Ghazi Khan
Dera Ghazi Khan är en stad och huvudort för ett distrikt med samma namn i den pakistanska provinsen Punjab. Folkmängden uppgick till cirka 400 000 invånare vid folkräkningen 2017.